# Badjia
Badjias são salgadinhos fritos, típicos da culinária da Índia, mas também muito populares em Moçambique, onde normalmente são feitas com farinha de Feijão Nhemba e vendidas na rua juntamente com pão, para servirem como “matabicho”.  A farinha é misturada com fermento, sal, alho pilado, açafrão-indiano e por vezes outros condimentos. 
Na Índia, ou noutros países onde vivem comunidades de indianos, o salgadinho chama-se “bhajji” e é muitas vezes servido em restaurantes, na forma e tamanho de bolas de tenis, feitas de pedaços de cebola cobertas com um polme bem condimentado; muitas vezes, são acompanhadas por “lassi”, iogurte com pedaços de frutas, como manga ou pêssego. Também são frequentemente preparadas e vendidas nas ruas, mas na forma de fritos mais pequenos, para serem comidos com as mãos. Para além da cebola, podem também ser feitas com outros vegetais, como couve-flor, cenoura ou malagueta verde. A receita tradicional também é baseada em farinha de grão-de-bico (“gram”) condimentada com pimenta, açafrão indiano, sal e açúcar, a que se junta água para fazer o polme. 